# Martha Brookes Hutcheson
Martha Brookes Hutcheson, geboren als Martha Brookes Brown (* 2. Oktober 1871 in New York City; † 1959) war eine US-amerikanische Landschaftsarchitektin, Dozentin und Autorin, mit Arbeiten in Neuengland, New York und New Jersey.

## Leben
Hutcheson verbrachte als Kind ihre Sommer auf einer Familienfarm in der Nähe von Burlington, Vermont. Von 1893 bis 1895 studierte sie an der New York School of Applied Design for Women und bereiste Ende der 1890er Jahre Europa, wo sie Gärten in England, Frankreich und Italien studierte. Wie Hutcheson später in The Spirit of the Garden schrieb:

“About 1898, one day I saw the grounds of Bellevue Hospital in New York, on which nothing was planted, and was overcome with the terrible waste of opportunity for beauty which was not being given to the hundreds of patients who could see it or go to it, in convalescence. In trying to find out how I could get in touch with such authorities as those who might allow me to plant the area of ground, I stumbled upon the fact that my aim would be politically impossible, but that there was a course in Landscape Architecture being formed at the Massachusetts Institute of Technology, the first course which America had ever held.”

Im Jahr 1900 begann sie im Alter von 29 Jahren mit einem damals neuartigen Studiengang für Landschaftsarchitektur am MIT, den sie zwei Jahre lang absolvierte, bevor sie das MIT 1902 ohne Abschluss verließ. In der Folge entwarf sie die Außenanlagen mehrerer Wohnsiedlungen in der Nähe von Boston, vor allem Frederick Moseleys großes Anwesen in Newburyport, Massachusetts (1904–1906) (heute Maudslay State Park), und den Garten des Hauses von Alice Mary Longfellow (heute Longfellow House–Washington’s Headquarters National Historic Site) in Cambridge, Massachusetts.
Sie war ebenfalls die Landschaftsarchitektin für Poplar Hill in Glen Cove, New York und die Welwyn Estates (heute Welwyn Preserve County Park) des Industriellen Harold I. Pratt im selben Ort.
Nach ihrer Heirat im Jahr 1911 zog sie sich aus der aktiven Praxis zurück und konzentrierte sich auf den Garten im eigenen Anwesen des Paares auf einer 0,40 km² großen Farm im Chester Township, New Jersey. Seine Gesamtgestaltung wurde von den klassischen italienischen Gärten beeinflusst, mit einem Teich, der von einheimischen Pflanzen umgeben ist, einem Gemüsegarten, Blumenrabatten, Obstgärten, einer Allée und Wirtschaftsgebäuden. Die Farm und der Garten sind heute als Bamboo Brook Outdoor Education Center erhalten und im NRHP verzeichnet.
1935 wurde sie zum Fellow der American Society of Landscape Architects ernannt, die dritte Frau mit dieser Auszeichnung. Obwohl Hutcheson noch Dutzende von weiteren Aufträgen ausführte, darunter Gärten am Bennington College und auf der Billings Farm (heute der Marsh-Billings-Rockefeller National Historical Park), sind die meisten ihrer Werke verloren gegangen.

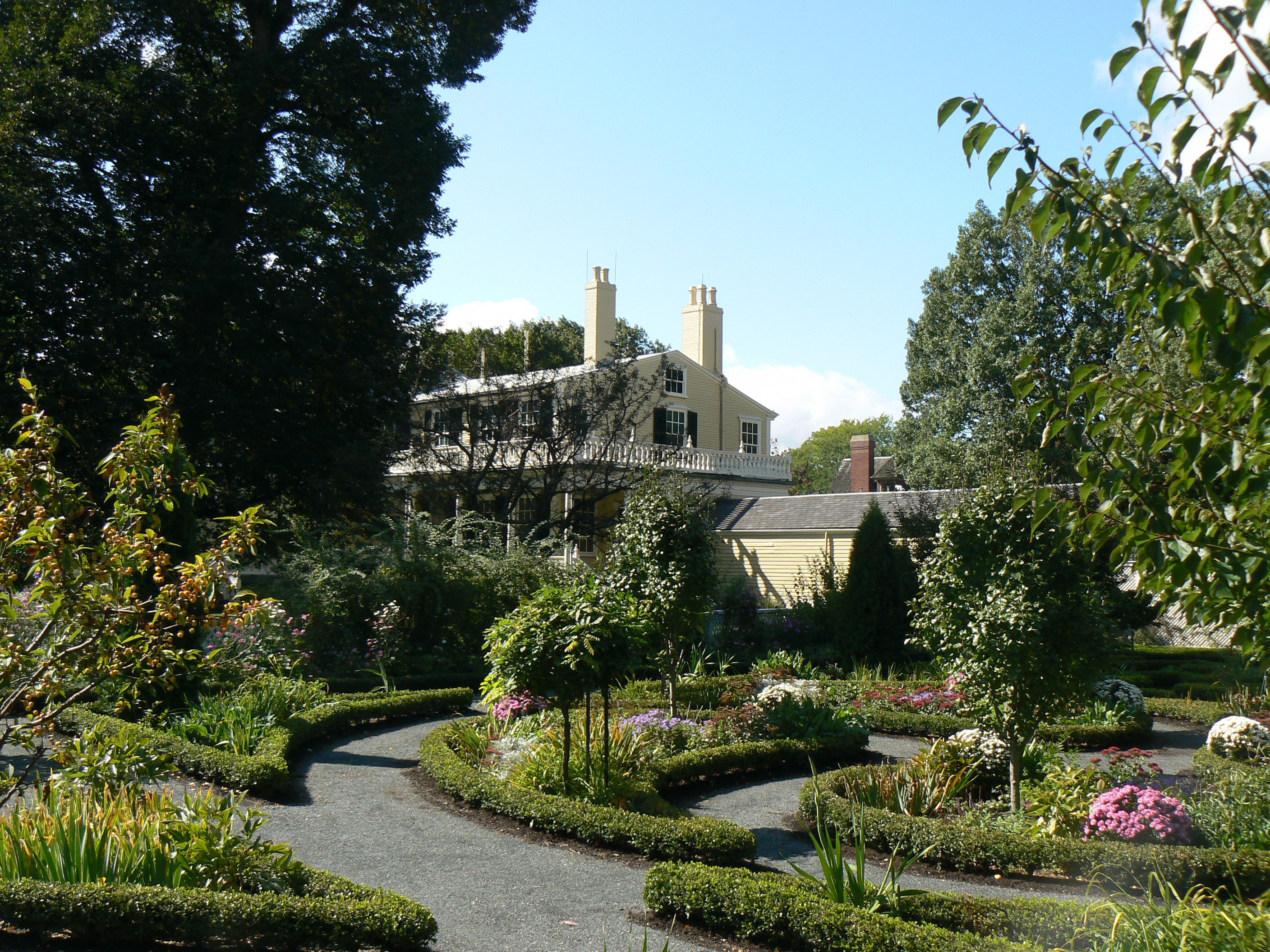
Teil des Gartens im Longfellow House–Washington’s Headquarters National Historic Site, Cambridge, Massachusetts
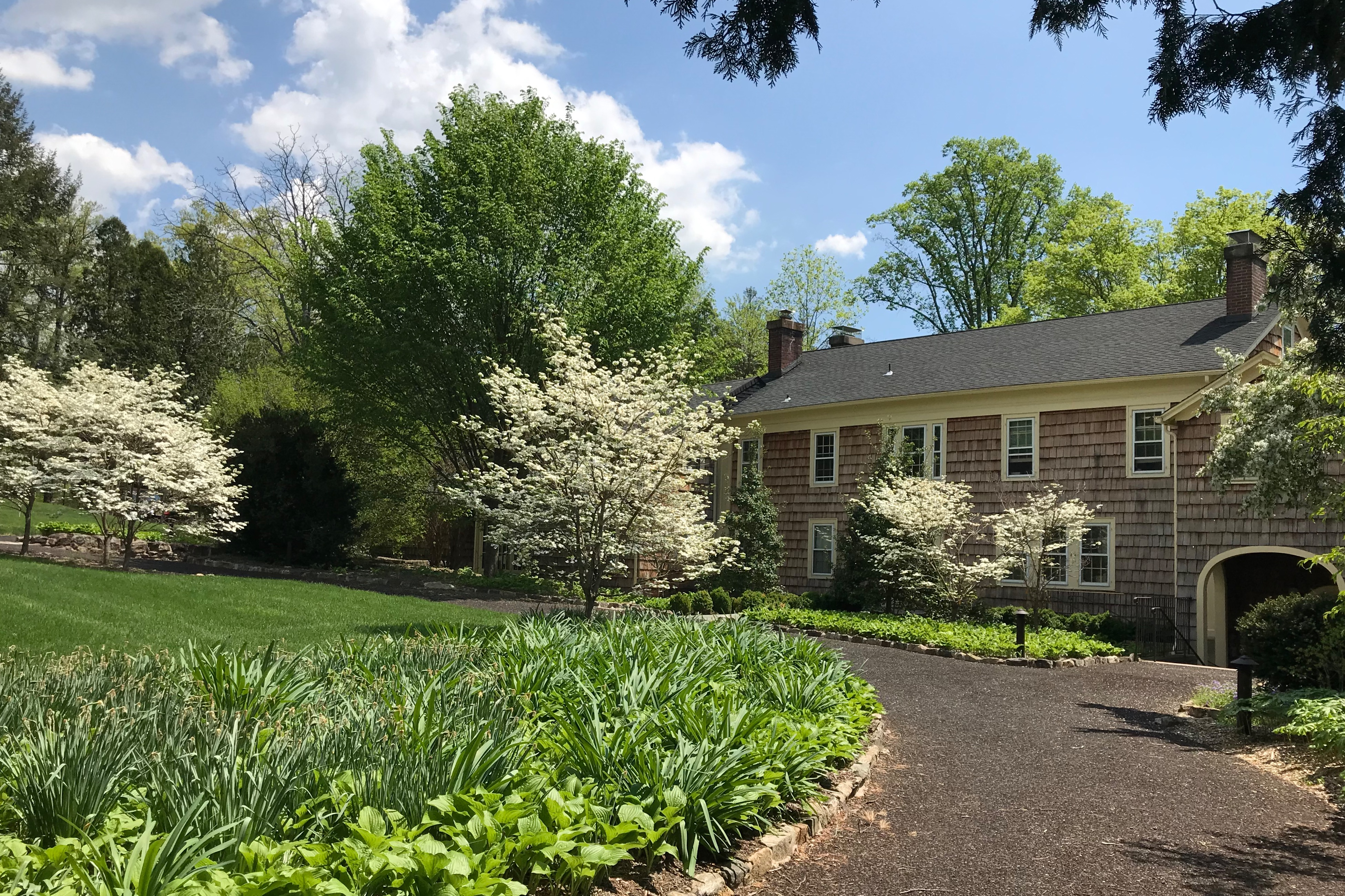
Blühender Hartriegel vor dem ehemaligen Wohnhaus von Hutcheson, heut das Bamboo Brook Outdoor Education Center, Chester Township, New Jersey
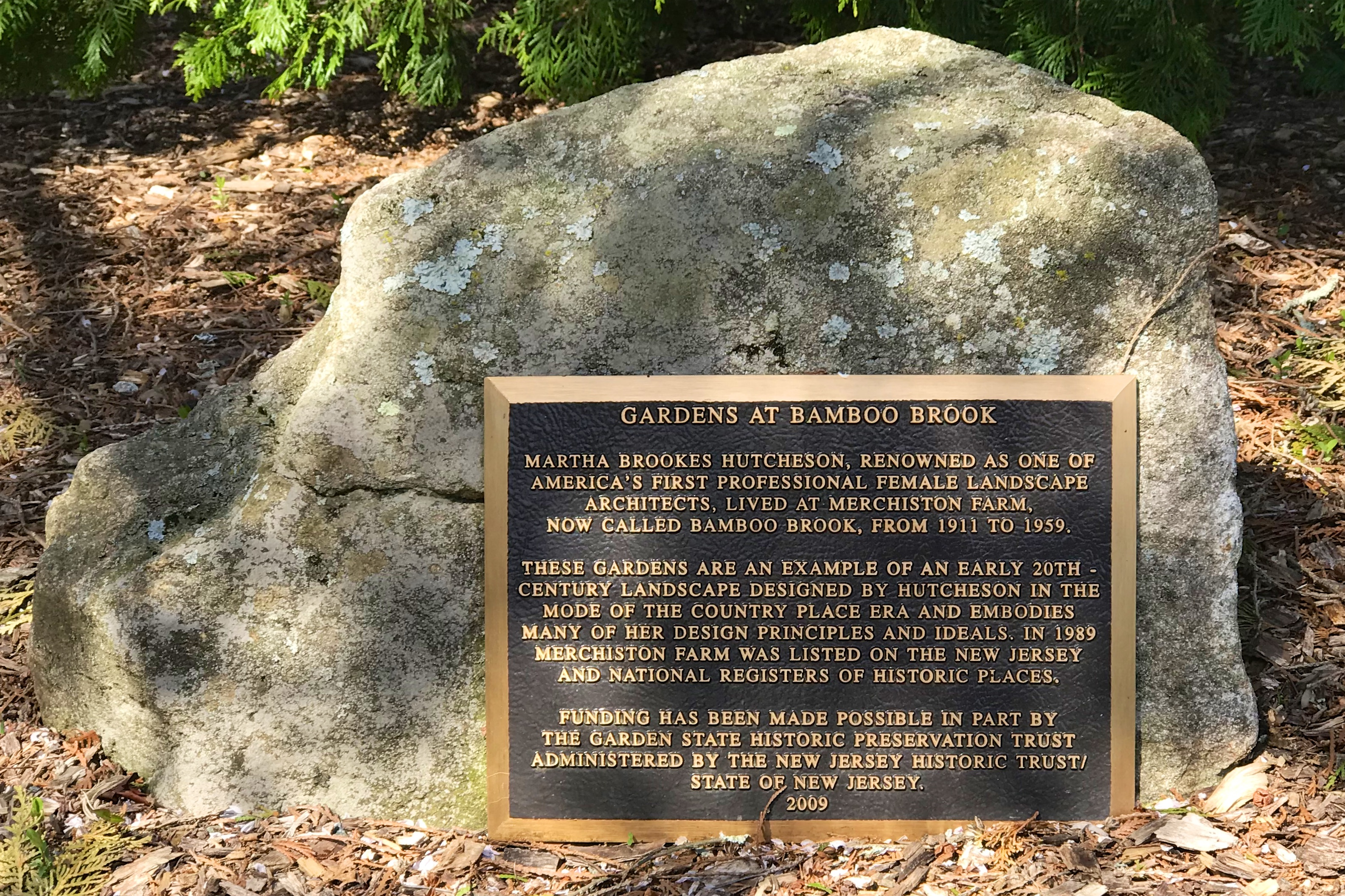
Gedenktafel des National Register of Historic Places für Hutechsons Arbeit in den Jahren 1911–59 an der Merchiston Farm, heute Bamboo Brook

## Werke
- Martha Brookes Hutcheson: The Spirit of the Garden. Hrsg.: Rebecca Warren Davidson. University of Massachusetts Press, 2001, ISBN 1-55849-272-0.